# João de Sousa (pintor)
João de Sousa (17--? - 17--?) foi um pintor colonial brasileiro ativo na cidade do Rio de Janeiro no século XVIII.
Foi aluno de José de Oliveira Rosa nos anos 1750. Realizou painéis para o Convento de Nossa Senhora da Lapa do Desterro, hoje desaparecidos. Também realizou retratos.
Como professor de pintura, teria dado aulas a Leandro Joaquim e Manuel da Cunha.